# 진 희후
진 희후(晉僖侯, 晉釐侯, ? ~ 기원전 823년, 재위 기원전 840년 ~ 기원전 823년)는 중국 서주 시대 진나라의 제7대 임금이다. 이름은 사도(司徒)다.

## 생애
아버지 진 정후의 뒤를 이어 진후가 되었으며, 재위 18년 만에 죽어 아들 진 헌후가 즉위했다.
북조 진후묘에서 최초로 발굴된 묘지는 완전히 도굴되었으나, 남아 있는 청동기 조각을 통해 상하이 박물관에서 구입한 수(盨) 4점이 이 묘에서 탈취된 것으로 밝혀졌다. 이 수의 주인의 이름은 '복'(福)으로, 혹은 '대'(對)로 추정하여 진 여후 복 혹은 진 정후 의구로 추정하기도 하나, 발굴된 수가 진정후의 묘에서 나온 것보다 발달된 형태라 정후의 다음 대인 희후의 묘로 추정하는 견해도 있다.
희후의 이름을 피하기 위해, 진나라는 관제에서 사도를 폐지하고 중군원수로 대신했다.